# Винка (приток Писты)
Винка — река в России, протекает по территории провинции Северной Остроботнии городской общины Куусамо Республики Финляндии и Кестеньгского сельского поселения Лоухского района Республики Карелии. Длина реки — 17 км, площадь водосборного бассейна — 156 км².
Река берёт начало из озера Кангаслампи и далее течёт преимущественно в юго-восточном направлении.
Винка в общей сложности имеет 17 притоков суммарной длиной 26 км (на территории Российской Федерации). Крупнейший приток — Касли.
Втекает на высоте 185,7 м над уровнем моря в реку Писту.
Код объекта в государственном водном реестре — 02020000812102000003267.